# Филипович, Стефан
Стефан Филипович (родился 18 января 1987, в Подгорице, Черногория) — черногорский певец.

## Биография
Начал петь с семи лет. C этого возраста он неоднократно участвовал в различных песенных конкурсах и фестивалях, нередко занимая призовые места. В 2006 году занимает 4-е место на фестивале в Будве с композицией «Ја могао бих све» и получает приз как лучший новый певец. Позже принимает участие в фестивале в Зреньяне с «Не умијем зивјети», заняв 3-е место и приз «Новое Лицо фестиваля». На прошлогоднем[когда?] черногорском национальном отборе на Евровидение занимает 2-е место. В прошлом году[когда?] он также побеждает на фестивале в Будве с песней «Небо и море».
В 2008 году представлял Черногорию на конкурсе песни Евровидение-2008 с песней «Заувијек Волим Те» (Я навсегда полюбил тебя).

## Синглы
- Зујалица
- Ђеде Перо што је ово
- Деца имају право
- Рингеринге раја
- Ја Могао Бих Све
- Не Умијем
- За Њу
- Шећер и Воће
- Не Могу Без Тебе
- Небо и Море
- Заувијек волим те